# 雪やこんこん
『雪やこんこん』（ゆきやこんこん）は、日本の童謡。幼稚園唱歌。

## 概要
今でも歌われる「お正月」（もういくつ寝るとお正月）を含む、幼稚園唱歌の18曲目である。

## 作者
- 作詞：東くめ
- 作曲：瀧廉太郎